# カティア・ラ・マール

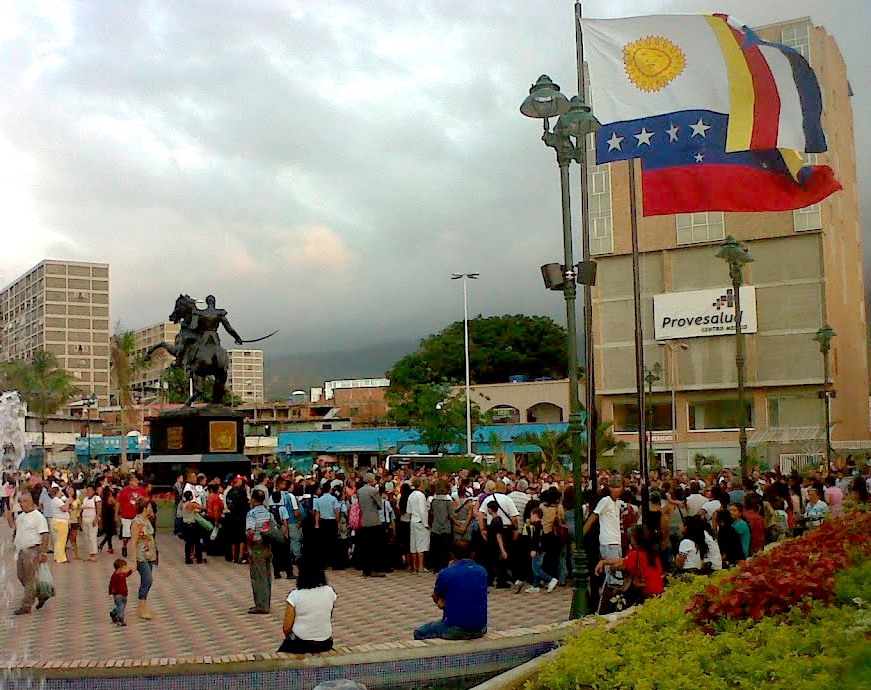
市長広場

カティア・ラ・マール（スペイン語: Catia La Mar）は、ベネズエラ北中部のラ・グアイラ州の教区（parroquia）、および同教区の中心都市。2019年の教区の人口は9万31人で、ラ・グアイラ州の教区では最も多い。都市圏人口は14万1900人と推定されている。

## 人口
- 教区[2]
  - 2001年6月30日：7万8796人（推定）
  - 2011年6月30日：8万5288人（推定）
  - 2019年6月30日：9万31人（推定）

- 都市圏[1]
  - 1981年10月20日：8万7916人
  - 1990年10月21日：10万104人
  - 2001年10月21日：11万6370人
  - 2011年10月30日：13万3803人
  - 2016年6月30日：13万8700人（推定）
  - 2019年6月30日：14万1900人（推定）

## 歴史
1558年、スペインのフランシスコ・ファハルドが建設した。名前は16世紀のカティア (Catia) 首長から取って、ラ・ビジャ・デ・カティア（スペイン語: La Villa de Catia）と名付けられた。
1999年12月15日、バルガスの悲劇と呼ばれる大水害が発生し、州全体で5万人以上が亡くなった。

## 教育
- 海軍学校